# Монфортанцы

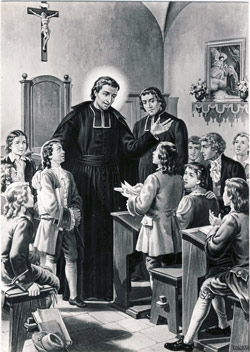
Св. Людовик Гриньон де Монфор, основатель конгрегации

Монфорта́нцы (лат. Societas Mariae Monfortana, SMM), Монфортанское общество Девы Марии — католическая монашеская конгрегация, основанная в 1705 году в Пуатье (Франция) святым Людовиком Гриньоном де Монфором.
Датой основания конгрегации некоторые источники считают 1705 год, когда Гриньон де Монфор начал проповедническую деятельность в Пуатье, а некоторые 1713 год, когда у де Монфора появились первые последователи, после чего он написал устав общества. В промежутке между этими двумя датами он вынужден был прерывать свою проповедническую деятельность, препоны ему чинило духовенство, симпатизировавшее янсенизму, против которого был настроен де Монфор. В 1706 году он побывал в Риме, где получил от папы Климента XI разрешение на продолжение своей деятельности.
По указу Людовика XIV число членов Общества Девы Марии не должно было превышать 12 человек, впоследствии это ограничение было снято. Целью общества де Монфор видел обновлении христианского рвения в приходах и проповедь среди неверующих. К моменту смерти основателя в 1716 году конгрегация состояла из двух священников и четырёх монахов. В 1748 году устав монфортанцев официально одобрил папа Бенедикт XIV. Миссия общества определена в его уставе следующим образом:
Наша миссия в Церкви состоит в открытии тайны Спасения для тех, кто её ещё не знает; а также в помощи тем, кто уже слышал Благую Весть, заново открыть для себя и углубить эту тайну посредством осознания значения своих крещальных обязательств
Во время Великой французской революции было убито девять монфортанцев, а само общество было практически уничтожено; однако в XIX веке оно возродилось и испытало бурный рост, в первую очередь связанный с миссионерской деятельностью в Азии, Африке и Америке. Росту монфортанцев способствовало открытие в 1842 году сочинения Гриньона де Монфора под названием «Трактат об истинном почитании Пресвятой Девы», снискавшего большую популярность. В 1853 году монфортанцы получили статус конгрегации понтификального права. В конце XIX — начале XX века миссии монфортанцев были открыты на Гаити, в Колумбии, Дании и Исландии, Мозамбике, Бельгийском Конго, Малави, Мадагаскаре, Папуа-Новой Гвинее, Индонезии и других странах.
В 1913 году монфортанцы насчитывали около 500 человек. По данным на 2014 год, число членов конгрегации составляло 884 человека, из которых 640 священников. Общество окормляет 153 прихода в 30 странах мира.
Общество Девы Марии является ядром монфортанской семьи, куда кроме него входят женское Общество дочерей мудрости (en:Daughters of Wisdom) и Общество братьев св. Габриэля (en:Brothers of Christian Instruction of St Gabriel), специализирующееся на христианском образовании. Все три ветви семьи были основаны св. Гриньоном де Монфором и разделяют общую духовность.